# Metropoliet
Metropoliet is in de Katholieke Kerk, oosters-orthodoxe kerken en oosterse kerk de titel van een kerkvader die aan het hoofd staat van een kerkprovincie of metropool. Oorspronkelijk was de titel gereserveerd voor bisschoppen die zetelden in een provinciehoofdstad of metropool.

## Katholieke Kerk

Pallium

In het katholieke canoniek recht is deze titel gereserveerd voor de aartsbisschop die aan het hoofd staat van een kerkprovincie. Alleen een metropoliet draagt naast de pontificalia ook het pallium, voor zover hij in zijn eigen ambtsgebied verblijft.
België bestaat uit één kerkprovincie met aartsbisschop Luc Terlinden aan het hoofd. Ook Nederland is één kerkprovincie met kardinaal Wim Eijk aan het hoofd. Grotere landen zijn vaker in meerdere metropolitane zetels onderverdeeld: zo telt Duitsland zeven kerkprovincies.
Alle metropolieten zijn aartsbisschoppen, maar niet alle aartsbisschoppen zijn metropolieten. Zo is bijvoorbeeld de aartsbisschop van het aartsbisdom Lucca wel aartsbisschop, doch geen metropoliet, omdat hij wel een aartsbisdom bestuurt, maar niet aan het hoofd staat van een kerkprovincie.

## Bevoegdheden
De autoriteit van de metropoliet over de suffragaanbisschoppen is vrij beperkt en wordt omschreven in artikel 436 van het Kerkelijk Wetboek. De metropoliet dient erover te waken dat het geloof in zijn kerkprovincie bewaard wordt en de kerkelijke discipline er gehandhaafd wordt. Hij dient de paus over mogelijke misbruiken hieromtrent te informeren. Hij kan in samenspraak met en na goedkeuring van de paus een visitatie doorvoeren in zijn suffragaanbisdommen indien de suffragaanbisschop de visitatie verwaarloosd zou hebben en hij kan een bisschoppelijk administrator aanstellen in een suffragaan bisdom indien niet binnen acht dagen voorzien is in een vacature. De metropoliet komt geen enkele andere bestuursmacht toe. Hij kan wel in alle kerken van de kerkprovincie gewijde handelingen verrichten zoals een bisschop in zijn eigen bisdom. Indien het de kathedrale kerk van een suffragaan bisdom betreft moet hij wel eerst de bisschop hierover verwittigen.

## Orthodoxe Kerk
In de Griekse traditie is een aartsbisschop hoger dan metropoliet en wordt de primaat van een lokale kerk beneden de rang van patriarch als aartsbisschop aangeduid. In de Russische traditie en de Roemeense traditie is een metropoliet hoger dan aartsbisschop.